# Lenartovce
Lenartovce este o comună slovacă, aflată în districtul Rimavská Sobota din regiunea Banská Bystrica. Localitatea se află la altitudinea de 155 m deasupra n.m., se întinde pe o suprafață de 6,83 km2 și în 2017 număra 557 de locuitori. Se învecinează cu comuna Chanava.

## Istoric
Localitatea Lenartovce este atestată documentar din 1364.

## Demografie
| An:                | 1994 | 2004   | 2014   | 2024   |
| ------------------ | ---- | ------ | ------ | ------ |
| Număr de persoane: | 508  | 550    | 549    | 568    |
| Diferență:         |      | +8,26% | −0,18% | +3,46% |

| An:                | 2023 | 2024   |
| ------------------ | ---- | ------ |
| Număr de persoane: | 560  | 568    |
| Diferență:         |      | +1,42% |